# Anaplazja
Anaplazja – brak zróżnicowania lub zatrzymanie różnicowania lub proces odróżnicowania się komórek, powstawanie z komórek zróżnicowanych nowych pokoleń komórek o coraz to mniejszym stopniu zróżnicowania albo też zatrzymanie różnicowania (dojrzewania) komórki wraz z zachowaną zdolnością do mnożenia się. Charakterystyczna cecha nowotworów złośliwych. Obecnie uważa się, że w procesie nowotworzenia nie dochodzi do odróżnicowania, a raczej do zablokowania różnicowania.

## Stopnie złośliwości guzów litych wedługWHO
Stopień anaplazji nowotworu jest podstawą do oceny złośliwości histologicznej (grading).
- 1 stopień (G1) – niewielkie zagęszczenie komórek o jednakowym kształcie, bez atypowych mitoz i bez proliferacji ścian naczyniowych – zmiana łagodna
- 2 stopień (G2) – niewielkie zagęszczenie komórek o niejednakowym kształcie, jądra z nielicznymi atypowymi mitozami, bez proliferacji ścian naczyń – zmiana częściowo łagodna
- 3 stopień (G3) – znaczne zagęszczenie komórek ze średnią do dużej liczbą komórek i jąder polimorficznych, liczne częściowo atypowe mitozy, możliwa proliferacja ścian naczyniowych – zmiana częściowo złośliwa, szybko rosnąca
- 4 stopień (G4) – duże zagęszczenie wyraźnie polimorficznych komórek, z jądrami o cechach atypowych mitoz, obszary rozległej martwicy, znaczna proliferacja ścian naczyń – zmiana złośliwa